# Homeira Seljuqi
Homeira Malikyar Seljuqi, née en 1912 et morte en 1990, est une femme politique afghane. Elle est l'une des deux premières femmes nommées au Sénat du pays.

## Biographie
Le père de Homeira Seljuqi meurt alors qu'elle n'est qu'une jeune fille. Après avoir été envoyée en Inde pour le traitement d'une maladie, elle rencontre son futur mari, Salihuddin Seljuk, un consul afghan.
À la suite des élections législatives de 1965, les premières au cours desquelles les femmes peuvent voter et être candidates en Afghanistan, Homeira Seljuqi et Aziza Gardizi sont les premières femmes nommées membres du Sénat par le roi Mohammad Zaher Shah,, tandis que quatre autres sont élues députées. Homeira Seljuqi est reconduite au Sénat après les élections de 1969.
Après la révolution de Saur en 1979, elle déménage en Inde. Elle meurt en 1990.